# The Stills
I The Stills sono stati una band canadese Indie rock formatasi in Québec nel 2000, scioltasi nel 2011. La formazione era composta da : Tim Fletcher (cantante/chitarrista), Dave Hamelin (cantante/chitarrista), Olivier Corbeil (bassista/seconda voce), Liam O'Neil (tastierista/seconda voce), Julien Blais (batteria) e Chet Smeltzer (percussioni).

## Storia del gruppo
Durante la frequentazione della scuola d'arte di Montréal quattro degli attuali membri della band si conoscono e spinti dalla stessa passione per la musica decidono di formare nel 2000 i The Stills. 
Inizialmente la band si concentra su musicalità Indie, ma sarà un viaggio di due mesi a New York ad aprire le porte per la realizzazione del primo loro EP.
Sarà infatti proprio durante questo viaggio che i componenti comporranno quattro brani da inserire dentro la loro prima pubblicazione dal nome Rememberese EP pubblicato nel 2003. Nello stesso anno pubblicheranno anche il loro primo album con la Drowned in Sounds dal nome Logic Will Break Your Heart.
Il secondo album, Without Feathers, verrà invece distribuito nel 2006 con la VICE Recordings e il successo dello stesso permetterà alla band di partecipare al tour nel Regno Unito dei Kings of Leon aprendo i loro concerti per il 2007.
Il 2008 vede la luce il loro ultimo album, Oceans Will Rise, e il contratto con la prima etichetta multinazionale, la Arts & Crafts, la quale lancia la band in tutto il mondo permettendole di aprire il concerto di Paul McCartney a Québec in onore del 400º anniversario della città e di partecipare nuovamente al tour dei Kings of Leon nelle date previste in Australia e Nuova Zelanda nel 2009.
Il 15 aprile 2011, tramite il loro sito web ufficiale, annunciano lo scioglimento.

## Membri
- Tim Fletcher – Cantante, Chitarra Solista
- Dave Hamelin – Cantante, Chitarra
- Liam O'Neil – Tastiere, Percussioni, Seconda Voce
- Olivier Corbeil – Basso, Seconda Voce
- Julien Blais – Batteria
- Chet Smeltzer – Percussioni

## Discografia

### Album
- Logic Will Break Your Heart (2003)
- Without Feathers (2006)
- Oceans Will Rise (2008)

### EP
- Remembrese EP (2003)

### Singoli
- "Lola Stars and Stripes" (2004)
- "Changes are no Good" (2004)
- "Still in Love Song" (2004)
- "Being Here" (2008)
- "Don't Talk Down" (2008)